# Hypolaena robusta
Hypolaena robusta är en gräsväxtart som beskrevs av Kathy A. Meney och John S. Pate. Hypolaena robusta ingår i släktet Hypolaena och familjen Restionaceae. Inga underarter finns listade i Catalogue of Life.